# 오스테드 (기업)
오스테드(Ørsted, 외르스테드, 구 사명: DONG Energy)는 덴마크의 다국적 에너지 기업이다. 덴마크 프레데리시아에 본사를 두고 있는 오스테드는 덴마크 최대의 에너지 회사이다. 이 회사는 2017년 11월 6일에 현재 이름을 채택했다. 이전에는 DONG으로 알려졌다.
2022년 1월 기준 이 회사는 건설된 해상 풍력 발전 단지 수 기준으로 세계 최대의 해상풍력발전 개발업체이다. 오스테드는 중국 본토를 제외한 전 세계 해상 풍력 발전 설비 용량의 약 30%를 개발했다. 전 세계적으로 오스테드는 에너지의 90%를 재생 가능 에너지원에서 생산하고 있으며 2023년까지 95%, 2025년까지 99%를 초과하는 목표를 가지고 있다. 이 회사는 2025년까지 전력 생산 순 제로, 2040년까지 탄소 배출을 전혀 배출하지 않는다는 목표를 가지고 있다.